# Westkapelle-Buiten en Sirpoppekerke
Westkapelle-Buiten en Sirpoppekerke est une ancienne commune néerlandaise de la province de la Zélande.
La commune était constituée de la campagne de Westkapelle, à savoir la partie située en dehors des murs de la ville, et du petit village de Sirpoppekerke ou Poppekerke.
Le 1er janvier 1816 la commune fusionna avec Westkapelle-Binnen pour former une seule commune Westkapelle.